# ジョージ・ウォルフ
ジョージ・ウォルフ（George Wolf, 1777年8月12日 - 1840年3月11日）は、アメリカ合衆国の政治家。1829年から1835年までペンシルベニア州知事を務めた。

## 生い立ちと初期の経歴
1777年8月12日、ウォルフはペンシルベニア州アレン郡区においてドイツ系移民の家庭に誕生した。地元の私立学校で学び、優秀な成績を収めた。ウォルフは法律を学び、1798年に弁護士として認可を受けた。ウォルフはペンシルベニア州イーストンで弁護士業を開業した。
ウォルフは1802年から1803年まで郵便局長を務めた。ウォルフは1803年から1809年までペンシルベニア州ノーサンプトンの孤児裁判所で書記官を務めた。ウォルフは1814年にペンシルベニア州下院議員を務めた。ウォルフは1815年にペンシルベニア州上院議員を目指したが、敗北した。ウォルフは1815年から1824年まで弁護士業に復帰した。

## アメリカ合衆国下院議員
ウォルフは1824年にアメリカ合衆国下院議員に選任された。これは、先任のトマス・ジョウンズ・ロジャーズが辞任したことに伴うものであった。ウォルフは第18議会から第21議会まで下院議員を務めた。第20議会では革命請求委員会の委員長を務めた。

## ペンシルベニア州知事
1828年、ウォルフは民主共和党に参加した。ウォルフは1829年にジョセフ・リツナーに勝利してペンシルベニア州知事となった。ウォルフは1832年の選挙でもリツナーに勝利した。ウォルフはペンシルベニア州知事として、全州規模での公立学校システムを導入した。1835年、ウォルフはリツナーに敗れ、州知事を退いた。

## 晩年
1836年、アンドリュー・ジャクソン大統領はウォルフを第一財務監督官に指名した。1838年、マーティン・ヴァン・ビューレン大統領はウォルフをペンシルベニア州地区担当の税関長に任命した。
ウォルフは1840年3月11日にフィラデルフィアで急死した。ウォルフの遺体はハリスバーグ墓地に埋葬された。

## 家族
ウォルフの父親はルター派のドイツ系移民ジョージ・ウォルフ (George Wolf, 1737-1808)、母親はマリア・マーガレッタ (Maria Margaretta) であった。ウォルフは1798年にメアリー・アーブ (Mary Erb、1781-1833) と結婚した。夫妻は8人の息子と1人の娘をもうけた。
1. チャールズ・アーブ・ウォルフ (Charles Erb Wolf, 1800-1833)
2. ジョージ・ワシントン・ウォルフ (George Washington Wolf, 1804-1822)
3. ホーレス・アーブ・ウォルフ (Horace Erb Wolf, 1807-1859)
4. アンナ・マーガレッタ・ウォルフ (Anna Margaretta Wolf, 1809-1836)
5. ウィリアム・オーガスタス・ウォルフ (William Augustus Wolf, 1812-1816)
6. ジョン・フィリップ・ウォルフ (John Phillip Wolf, 1814-1870)
7. ヘンリー・グスタヴス・ウォルフ (Henry Gustavus Wolf, 1817-1883)
8. エドワード・ローレンス・ウォルフ (Edward Lawrence Wolf, 1819-1881)
9. ルーサー・ジョセフ・ウォルフ (Joseph Wolf, 1822-1858)